# Barneville-Carteret
Barneville-Carteret är en kommun i departementet Manche i regionen Normandie i norra Frankrike. Kommunen ligger i kantonen Barneville-Carteret som tillhör arrondissementet Cherbourg. År 2022 hade Barneville-Carteret 2 181 invånare.

## Befolkningsutveckling
Antalet invånare i kommunen Barneville-Carteret
| Referens: INSEE |